# Rune Gjeldnes
Rune Gjeldnes (* 20. Mai 1971 in Surnadal) ist ein norwegischer Abenteurer und Polarforscher.

## Leben
Der Elitesoldat beendete seine militärische Ausbildung 1992. Im gleichen Jahr traf er mit Torry Larsen zusammen, der ebenfalls aus der Provinz Møre og Romsdal stammt.
1994 unternahmen sie die Umanaq-Isortoq-Expedition in Grönland. Zwischen dem 19. März und dem 12. Juni 1996 gelang es beiden, Grönland der Länge nach zu durchqueren. Dabei legten sie 2.895 Kilometer in 86 Tagen ohne Luftunterstützung zurück.
Ein Jahr später begann Gjeldnes mit den Planungen für die Arctic Ocean 2000-Expedition. Zuvor erreichte er im Mai 1998 zusammen mit David Hempleman-Adams mit der The Prince’s Trust North Pole Expedition den Nordpol nach einem ersten gescheiterten Versuch 1997. 
2000 überquerten er und Torry Larsen als Erste den Arktischen Ozean ohne Unterstützung von Sewernaja Semlja über den Nordpol nach Kanada, dabei legten sie 2100 Kilometer in 109 Tagen zurück. Die Entwicklung des Spezialschlittens für diese Expedition hatte zwei Jahre gedauert.
2001 unternahm er eine Paddeltour durch Venezuela.
Von November 2005 bis Februar 2006 durchquerte Rune Gjeldnes alleine und ohne Unterstützung die Antarktis. Die Route ging vom Königin-Maud-Land aus, führte über den Südpol und endete in Viktorialand. Somit ist Rune Gjeldnes der weltweit Erste, der die Antarktis über den Südpol alleine durchquert hatte. (Bereits 1989/1990 durchquerte Arved Fuchs gemeinsam mit Reinhold Messner die Antarktis über den Südpol zu Fuß, Laufstrecke damals 2800 Kilometer.) Für die Gesamtstrecke von 4804 Kilometern benötigte Rune Gjeldnes nur 90 Tage. Damit absolvierte er die bislang längste Schlittenreise, die je ein Mensch unternommen hat und schlug den alten Weltrekord von 3800 Kilometern um mehr als 1000 Kilometer.
In den ersten Tagen seiner Expedition musste er über 3000 Höhenmeter überwinden, um auf das zentrale Hochplateau der Antarktis zu gelangen. Er fuhr auf Skiern und zog einen Gepäckschlitten hinter sich her. Am achten Tag seiner Expedition konnte er erstmals einen Zugdrachen benutzen, mit dessen Hilfe er sich mit Geschwindigkeiten von bis zu 30 km/h fortbewegen konnte. Somit schaffte er trotz Sastrugis am 76. Tag seiner Reise sogar 211 Kilometer.

## Werke
- Dead men walking (Arctic Ocean 2000)
- Beyond the poles (The longest March)